# 姜日出
姜日出（韓語：강일출；1926年—），慶尚北道尚州郡出身，大韓民國的女性。積極參與與慰安婦問題關聯的活動。

## 外部連結
- 2009年11月28日、大阪北区民センター 姜日出ハルモニ証言集会[永久]